# 867
867(팔백육십칠)은 866보다 크고 868보다 작은 자연수다.

## 수학
- 합성수로, 그 약수는 1, 3, 17, 51, 289, 867이다. 진약수의 합은 361이므로, 867은 부족수다.
- {\displaystyle 38^{4}-1}은 867로 나누어떨어진다.

## 과학
- NGC 867: 고래자리 방향에 있는 렌즈형은하.

## 교통
- 867번 홋카이도도(일본어판)

## 군사
- U-867(영어판, 독일어판): 제2차 세계 대전에 사용된 나치 독일의 군용 잠수함.

## 문화유산
- 대한민국의 보물 제867호: 독서당계회도

## 기타
- 연도: 867년, 기원전 867년